# Recinto del Liceo de Dositej

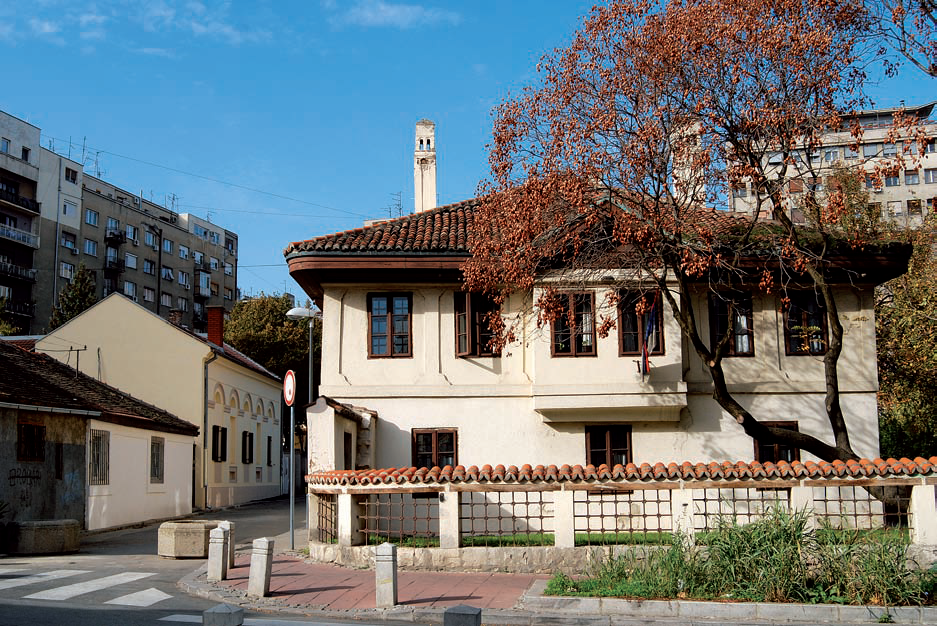
Foto de cubierta, S. Negovanović

El conjunto cultural-histórico El recinto del Liceo de Dositej es uno de los espacios urbanos más antiguos y más importantes de Belgrado, cuyo núcleo se formó a finales del siglo XVIII y principios del XIX.

## Posición

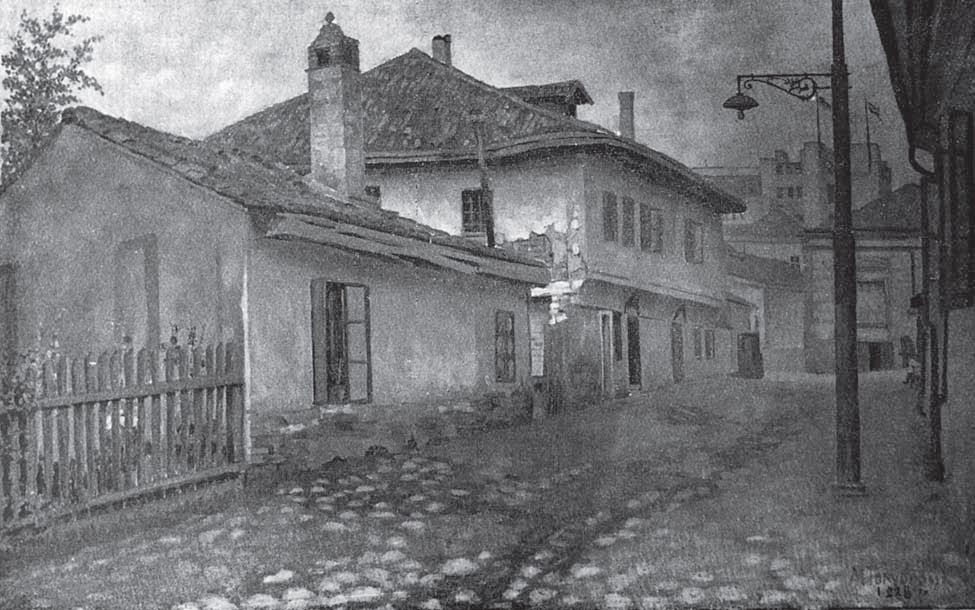
La aparición a partir de 1928

Abarca cinco manzanas en el municipio de Stari grad y está limitado por las calles Kralja Petra, Gospodar Jovanova, Kapetan Mišina, Simina, Knjeginje Ljubice, Braće Jugovića, Studentski trg y Zmaja od Noćaja. En este conjunto, protegido por la ley, se han conservado hasta la actualidad los primitivos ejes viarios regulados y edificaciones de un extraordinario valor urbanístico, arquitectónico, cultural e histórico. Algunas de las edificaciones están vinculadas con la creación y el funcionamiento de las instituciones más importantes de Serbia en la época de la Primera insurrección serbia, del primer Gobierno revolucionario (Pravuteljstvujušči sovjet) y también de la Escuela Mayor, la primera institución educativa de grado superior. Asimismo, con estas edificaciones se relacionan nombres de las personalidades distinguidas de la historia y cultura serbias, de los ilustrados Dositej Obradović y Vuk Karadžić. Las primitivas vías de comunicación que se han conservado en el trazado de las calles, las cuales llevan nombres de los personajes de gran importancia en la lucha por la independencia serbia: Stojan Čupić (Zmaja od Noćaja), Filip Višnjić, Ivan Jugović, Jevrem y Jovan Obrenović, Sima Nešić y Miša Anastasijević. 
“El Recinto del Liceo de Dositej” está catalogado como patrimonio cultural desde 1989 y como bien de interés especial desde 1990. Aparte de estas cinco manzanas, dos más han sido declaradas bien cultural (1999), a saber: las manzanas entre las calles Zmaja od Noćaja, Cara Uroša, Gospodar Jovanova y Kralja Petra, y como tales constituyen el entorno protegido del conjunto cultural-histórico de “El recinto del Liceo de Dositej”.
Debajo de una parte de la zona centro de Belgrado, incluida la zona de este conjunto urbano, se encuentra el yacimiento arqueológico de cultura romana, del poblado civil y de la necrópolis de la “Antigua Singidunum”, que se había ido formando entre los siglos II y IV y que también es patrimonio cultural desde 1964.
El repertorio arquitectónico de este conjunto de siete manzanas se caracteriza por una variedad de estilos y alturas, por discontinuidad y contraste. Se han conservado ejemplos de arquitectura islámica,  de la oriental-balcánica y la de la transición de la balcánica hacia la europea, luego también hay ejemplos de casas monumentales en estilo neoclasicista (academicista), historicista, modernista de entreguerras y las construcciones de arquitectura moderna. Las pocas casas de una planta y las de un solo piso recuerdan el ambiente de la antigua villa de Belgrado, mientras que los más numerosos edificios, en su mayoría de cuatro pisos, en estilo academicista y modernista, reflejan el extraordinario desarrollo de Belgrado entre las dos guerras mundiales. Los edificios modernos de varias alturas, no muy numerosos, construidos durante los setenta y los ochenta del siglo XX, hasta principios del XXI, marcan un contraste estilístico acusado con las casas más antiguas de una planta. Dentro de este conjunto cultural-histórico y su entorno protegido, hay algunos edificios que por su gran importancia también son patrimonio monumental y en su mayoría están agrupados a lo largo de la calle Gospodar Jevremova, que ha conservado la ruta de una de las vías más importantes de la Antigüedad y de la Edad Media.

## Monumentos individuales

### La mezquita Bajrakli

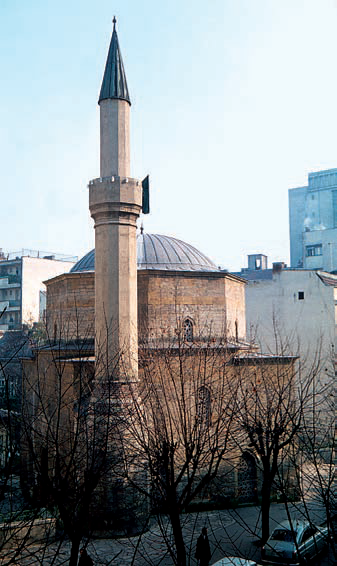
La mezquita Bajrakli, S. Negovanović

La mezquita Bajrakli en la calle Gospodar Jevremova 11, se construyó entre 1660 y 1688, como legado del sultán Suleimán II. Es la única edificación de la arquitectura religiosa turca conservada en Belgrado. Su nombre data de los años ochenta del siglo XVIII, cuando en la mezquita se izaba la bandera (barjak) para señalar el comienzo de la oración en todas las mezquitas de la ciudad. Durante el gobierno austríaco, 1717 - 1739, fue convertida en un templo católico pero con la vuelta de los turcos se rehabilitó como mezquita. La decoración interior es muy sobria. Los vanos de la fachada terminan en los característicos arcos ojivales. La mezquita está declarada monumento de cultura desde 1946 y desde 1979 se considera un bien cultural de gran interés.

### la Escuela Mayor del profesor Ivan Jugović

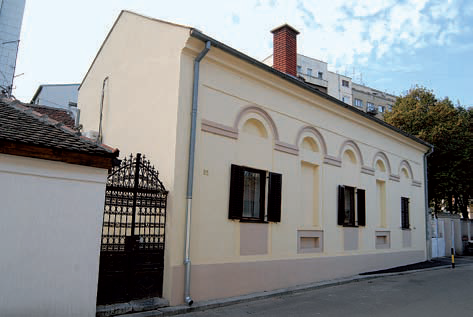
la calle Gospodar Jevremova 22, S. Negovanović

En el primitivo edificio de la Escuela Mayor, situado en el patio de la edificación en la calle Gospodar Jevremova 22 y construido en la segunda mitad del siglo XVIII, con el discurso solemne de Dositej Obradović, en 1808, se inauguró la Escuela Mayor, la primera institución educativa de grado superior en Serbia. Su fundador y primer profesor fue Ivan Jugović, escribano y secretario del Primer gobierno de los insurrectos, diplomático y ministro de educación después de Dositej Obradović. El edificio externo se levantó en 1862 y está vinculado a la historia del conflicto entre los serbios y los turcos.
El edificio del Liceo de Dositej en la calle Gospodar Jovanova 21, construido entre 1739 y 1789, es una de las edificaciones residenciales más antiguas de Belgrado. Está situado en el centro de este conjunto que lleva su nombre. El edificio ha conservado las características de la arquitectura oriental-balcánica con miradores en el piso y una peculiar modelación de la fachada. Está hecha con estructura de madera (“bondruk”) con relleno de ladrillos y mortero de cal,  y cubierta con tejas rústicas. 
A principios del siglo XIX se le añadió una habitación adicional con chimenea. Esta casa, rodeada por una cerca de ladrillo, claramente refleja el ambiente de aquella época y la alta posición social del propietario. Representa el más alto nivel de la cultura arquitectónica de la clase adinerada turca después de las guerras austro-turcas y antes del comienzo de los conflictos armados por la independencia serbia. Entre 1809 y 1813 en este edificio siguió funcionando la Escuela Mayor del profesor Ivan Jugović. En la actualidad alberga el Museo de Vuk y Dositej.

### La casa de Božić

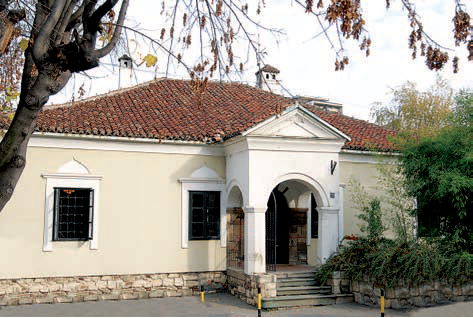
La casa de Božić, S. Negovanović

La casa de Božić, en la calle Gospodar Jevremova 19, de finales del siglo XVIII es una construcción importante de la arquitectura oriental-balcánica, reconstruida en 1836. Sirvió como vivienda de Miloje G. Božić, comerciante y colaborador profesional del príncipe Miloš Obrenović, que también se graduó en la Escuela Mayor. Tiene una entrada porticada (pórtico) y en la parte opuesta, en la zona trasera de la casa, un característico nicho sobresaliente. En los años veinte del siglo XX la casa era la vivienda y el taller del escultor Toma Rosandić y posteriormente se denominaba “La casa de artistas”, en la que vivieron y trabajaron varios artistas conocidos. Desde 1955 alberga el Museo del Arte Dramático. Fue declarada monumento de cultura en 1946 y en 1979 monumento de cultura de gran interés. 

### La cripta del jeque Mustafá

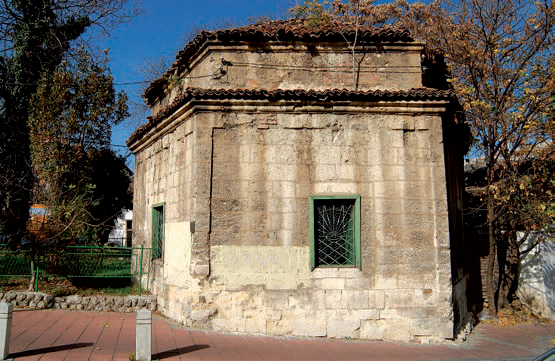
La cripta del jeque Mustafá, S. Negovanović

La cripta del jeque Mustafá en la calle Višnjićeva, de 1783, y los muros del sótano de la casa vecina son los únicos vestigios del complejo vallado de la Tekija islámica (monasterio de monjes derviches) del haji jeque Mohamed, de mediados del siglo XVII.
En este edificio de una planta, derrumbado en 1892, se celebraron las sesiones del primer gobierno revolucionario de Serbia, Praviteljstvujušči sovjet srpski, entre 1808 y 1813, en él también se alojó durante un tiempo Dositej Obradović, gran escritor ilustrado, miembro del primer gobierno serbio y su primer ministro de educación. En la cripta primero estuvo situado el sepulcro del jeque del monasterio, Mustafá de la orden derviche, y posteriormente allí fueron sepultados dos superiores del monasterio. La cripta del jeque Mustafá  se catalogó como monumento de cultura en 1948 y en 1979 como patrimonio cultural de gran interés.

### La casa del escultor Dragomir Arambašić

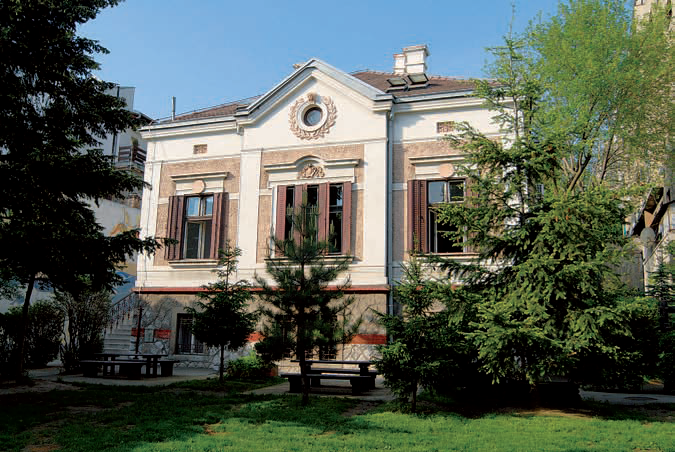
La casa del Dragomir Arambašić, S. Negovanović

La casa del escultor Dragomir Arambašić en el patio del número 20 de la calle Gospodar Jevremova, fue construida en 1906, de acuerdo con el proyecto del arquitecto Branko Tanazević. 
Se construyó en estilo academicista pero con algunos elementos de la secesión modernista en la decoración y en la ejecución de la fachada. Se encuentra en la vecindad inmediata de los edificios más antiguos del conjunto, mencionados anteriormente, y representa la arquitectura moderna de los principios del siglo XX y al mismo tiempo,  estando situada en el mismo núcleo de este conjunto, demuestra la continuidad del desarrollo arquitectónico de Belgrado y su transformación de una villa oriental-balcánica a una ciudad europea. Hoy en día la casa sirve como una parte de las dependencias del jardín de infancia “Leptirić” (Mariposita). Se catalogó como monumento de cultura en 1987.
Las casas de una sola planta en las calles Gospodar Jevremova 24, Višnjićeva 2, 2a y 2b, Simina 1, 3, 5 y 7, aunque edificadas en diferentes épocas tienen la misma importancia en la preservación del ambiente del antiguo Belgrado y reúnen todos los estratos constructores de este conjunto protegido. No hay que olvidar algunas de las edificaciones que habían existido en esta zona: la mezquita de Kizlar-agá (el edificio de policía turca) en el lugar del edificio en la calle Braće Jugovića 12, de finales del siglo XVI y principios del siglo XVII; la casa de Uzun Mirko Apostolović en el lugar de la Tekija en la calle Višnjićeva, del siglo XIX; la mezquita del haji Mustafá Čebedžija en el lugar del número 31 de la calle Gospodar Jevremova, del siglo XVI; la casa en la calle Kosačina 1 en el lugar del número 15 de Gospodar Jevremova; la residencia del Haji Ridžal de finales del siglo XVIII en cuyo lugar se construyó en el siglo XIX un edificio grande de una sola planta,  en él se alojó la guardia civil, es decir la Administración de Belgrado, en el que también se ubicaba la famosa cárcel de Glavnjača- el edificio estuvo en el sitio donde la actual Facultad de Ciencias y Matemáticas. Los edificios conservados, por su múltiple importancia, por sus cualidades arquitectónico-urbanísticas y por su antigüedad, forman parte de los monumentos más valiosos de Belgrado y de Serbia.
Dentro de estas siete manzanas del conjunto cultural-histórico y su entorno protegido también se sitúan los edificios de la Galería de frescos, del Museo 
histórico judío, de la escuela primaria “Mika Petrović Alas” y del hotel “Rojal”.

## Galería

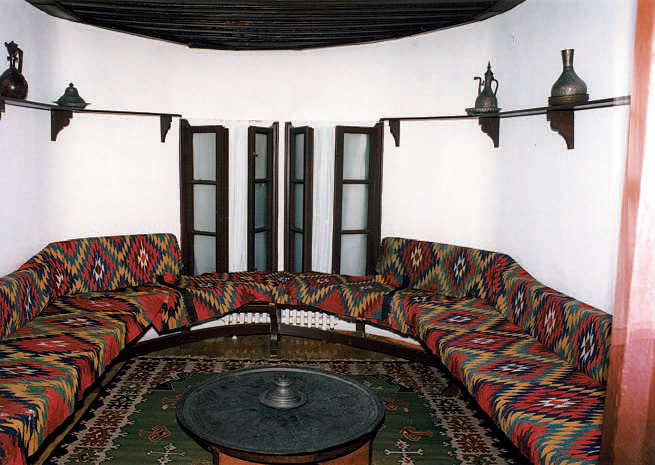
Interior, “divanhana”, S. Negovanović
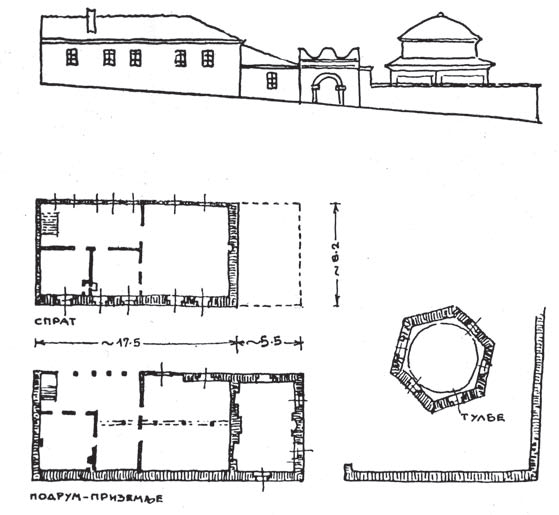
La cripta del jeque Mustafá, dibujo por el ingeniero Čuković
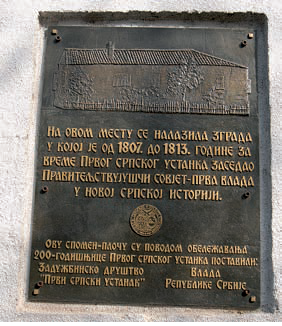
Placa conmemorativa en el lugar del monasterio derviche, S. Negovanović
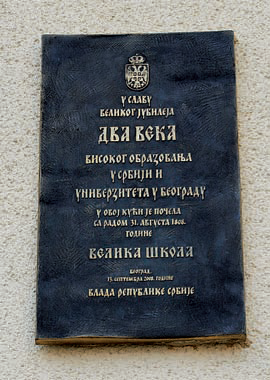
Placa conmemorativa en la pared del edificio Gran Escuela, S. Negovanović
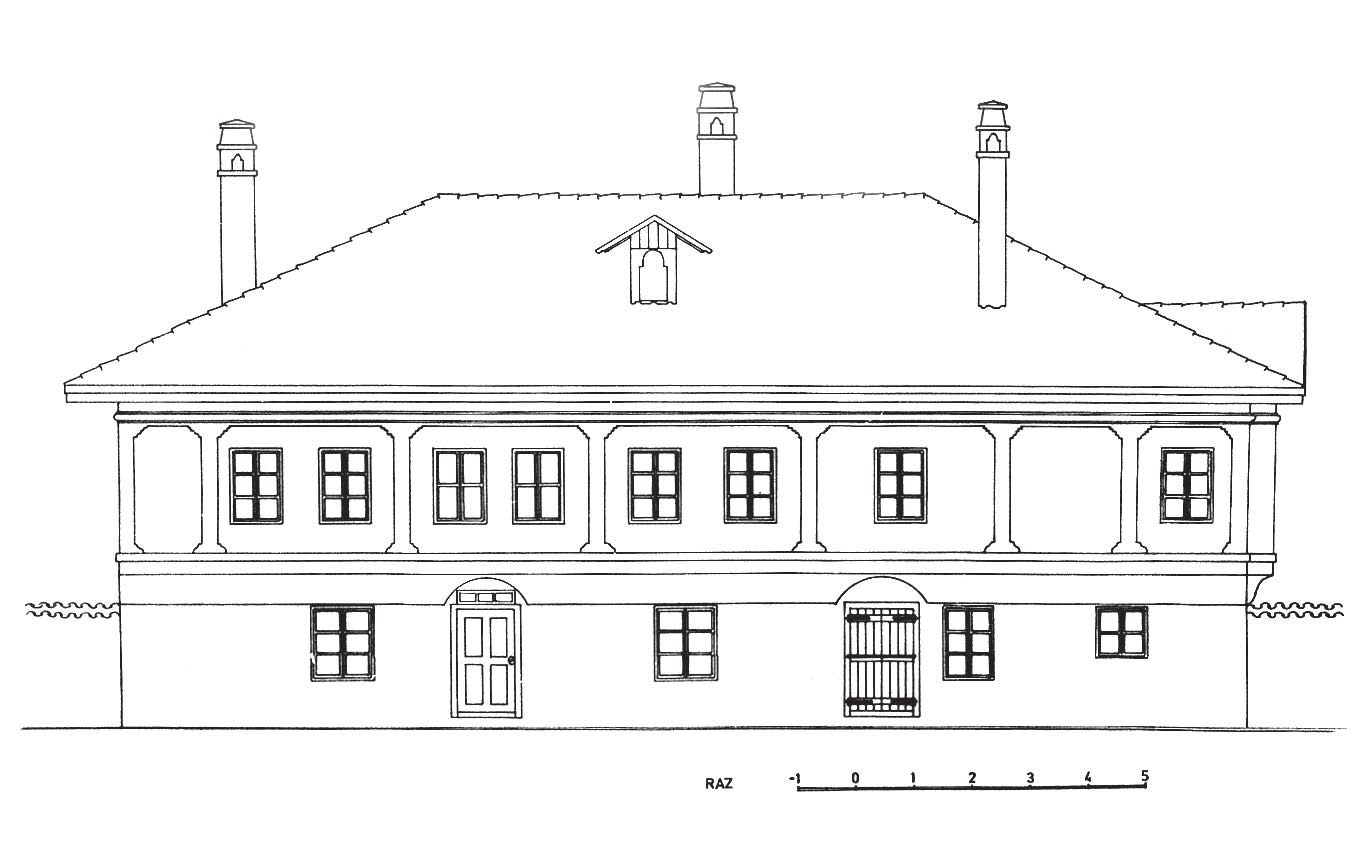
Liceo de Dositej, calle fachada
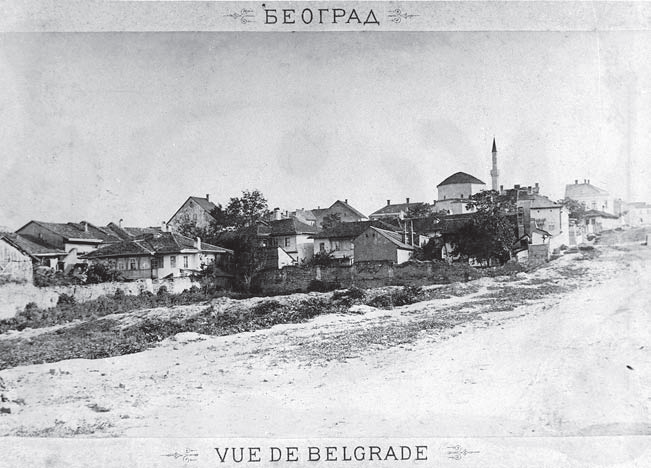
Belgrado alrededor de la mezquita Bajrakli, M. Jovanovic, 1895

## Literatura
- А.Gavrilović, Beogradska Velika škola 1808-1813, Beograd 1902.
- М.S. Petrović, Beograd pre sto godina, Beograd 1930.
- L. Arsenijević Batalka, Velika škola, u Stari Beograd iz putopisa i memoara, Beograd 1951.
- Kosta N. Hristić, Velika škola sedamdesetih godina, u Stari Beograd iz putopisa i memoara, Beograd 1951.
- D.M. Jovanović, Iz nedavne prošlosti Beograda, Godišnjak Muzeja grada III, Beograd 1956.
- Beograd u XIX veku, Muzej grada Beograda, katalozi izložbi, knj. 5, 1967.
- Beograd u sećanjima, SKZ, Beograd 1983.
- Ž.Đorđević, Čukur-česma 1862, Beograd 1983.
- Lj.Čubrić, Muzej Vuka i Dositeja, Beograd 1994.
- Istorija Beograda, SANU, Balkanološki institut, Posebna izdanja, knj. 62,1995.
- M.Ilića Agapova, Ilustrovana istorija Beograda, Beograd 2002.
- M.Gordić, Velika škola 1808 - 1813, Beograd 2004.
- M.Đ.Milićević, Topografske beeške, u: Stari Beograd - putopisi iz XIX stoljeća, Beograd 2005.
- S. i D.Vicić, Pozdrav iz Beograda 1895 - 1941, knj. 1, Beograd 2008.
- Dokumentacija Zavoda za zaštitu spomenika kulture grada Beograda